# Публий Елий Пет (едил)
Вижте пояснителната страница за други личности с името Публий Елий Пет.
Публий Елий Пет (на латински: Publius Aelius Paetus) e политик на Римската република през 3 век пр.н.е.
Произлиза от плебейска фамилия Елии, клон Пет. През 296 пр.н.е. той е плебейски едил. Тази година консули са Луций Волумний Флама Виолент и Апий Клавдий Цек. На Марсово поле в Рим построяват храм в чест на богинята на войната Белона.